# Орден «1020-річчя Хрещення Київської Русі»
Орден «1020-річчя Хрещення Київської Русі» — це ювілейний орден Української Православної Церкви (Московського Патріархату) засновано у зв'язку зі святкуванням 1020-річчя Хрещення Київської Русі. 

## Кавалери
архієпископ Хустський і Виноградівський Марк

### Сайти
- Нагороди та титули Української Православної Церкви 2009